# Volo China Airlines 206
Il volo China Airlines 206 era un volo operato da un NAMC YS-11 della China Airlines, codice di registrazione B-156, si schiantò durante l'avvicinamento all'aeroporto di Taipei Songshan il 12 agosto 1970. Mentre si preparava all'atterraggio, l'aereo entrò in una zona di fitta nebbia dove imperversava un forte temporale. Durante l'avvicinamento finale l'aereo si schiantò contro un boschetto di bambù vicino alla cima del monte Yuan, uccidendo 14 delle 31 persone a bordo.